# I Am… (이수의 음반)
I Am…은 엠씨 더 맥스의 보컬 이수의 솔로 1집 앨범이다. 
엠씨 더 맥스 5집 활동이 끝난 후 멤버 전원이 군 입대 또는 공익 근무를 할 것으로 알려졌으나, 제이 윤이 프로젝트 밴드인 모노토닉 활동을 하고 이수가 솔로로 데뷔하면서 군 입대는 이듬해로 미루어졌다. 이 앨범에 이수의 음악 세계가 담겨 있는데, 지극히 발라드적인 타이틀곡인 〈삐에로〉는 엠씨 더 맥스가 추구하는 음악과 전혀 다르기 때문에 이수가 일부러 이 곡을 타이틀곡으로 하였다고 한다. 〈삐에로〉를 제외한 대부분의 노래는 록, 특히 펑크 록적인 느낌이 가미되어 있다. 또한 이수가 이 앨범에서 5곡을 작사, 작곡, 편곡 모두 맡았으며, 특히 〈춘춘가(春春歌)〉는 이수가 녹음하기 전에 10분만에 작사, 작곡을 모두 마쳤을 정도로, 이수의 음악적 능력이 이 앨범에 모두 들어 있다.
이수의 솔로 활동으로 엠씨 더 맥스가 해체되는 것이 아니냐는 소문이 있기도 했다. 그러나 엠씨 더 맥스가 직접 부인하였고, 엠씨 더 맥스의 드러머 전민혁과 베이시스트 겸 바이올리니스트인 제이 윤이 이 앨범에 참여함으로써 이러한 소문은 사실무근이 되어버렸다.

## 곡
1. 난 그냥 노래할래 (이수 작사·곡·편곡)
2. 삐에로 (김도훈 & PJ 작곡, 최갑원 작사, 나원주 편곡)
3. 사랑후에 오는것들 (강우현 작곡, 양재선 작사, 서의성 편곡)
4. Song 4 (이수 작사·곡·편곡)
5. 가시 (표건수 작사·곡·편곡)
6. The sound(feat. gavy nj 장희영) (이수 작사·곡·편곡)
7. 기억통증 (한상원 작곡, 송기원 작사, 정구현 편곡)
8. if (이수 작사·곡·편곡)
9. 사랑할 때 하는말 (김범주 작·편곡, 심재희 작사)
10. 춘춘가(春春歌) (이수 작사·곡·편곡)
11. 삐에로(piano ver.) (김도훈 작곡, 최갑원 작사, 나원주 편곡)